# Le Loup et l'Agneau
 (décembre 2024).
Le Loup et l'Agneau est la dixième fable du livre I de Jean de La Fontaine situé dans le premier recueil des Fables de La Fontaine édité pour la première fois en 1668.
Cette fable est inspirée de celles d'Ésope et de Phèdre. Cette œuvre se situe dans le règne de Louis XIV et l'absolutisme royal en France.

## Texte intégral

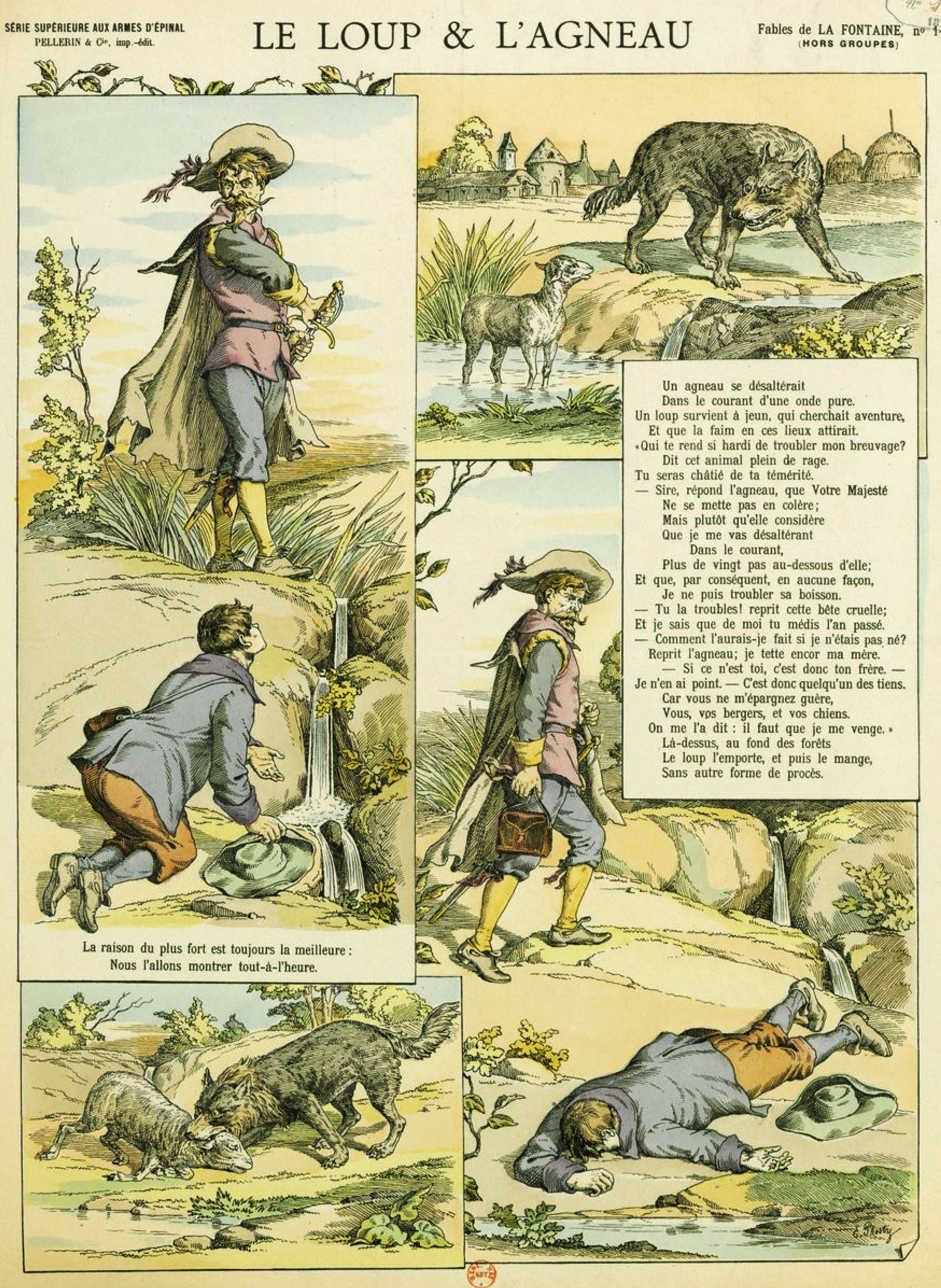
Image d’Épinal, estampe de Phosti (1895).

La raison du plus fort est toujours la meilleure :

            Nous l'allons montrer tout à l'heure.

            Un Agneau se désaltérait

            Dans le courant d'une onde pure.

Un Loup survient à jeun, qui cherchait aventure,

       Et que la faim en ces lieux attirait.

Qui te rend si hardi de troubler mon breuvage ?

            Dit cet animal plein de rage :

Tu seras châtié de ta témérité.

Sire, répond l'Agneau, que Votre Majesté

            Ne se mette pas en colère ;

            Mais plutôt qu'elle considère

            Que je me vas désaltérant

                         Dans le courant,

            Plus de vingt pas au-dessous d'Elle ;

Et que par conséquent, en aucune façon,

            Je ne puis troubler sa boisson.

Tu la troubles, reprit cette bête cruelle,

Et je sais que de moi tu médis l'an passé.

Comment l'aurais-je fait si je n'étais pas né ?

       Reprit l'Agneau ; je tette encor ma mère

            Si ce n'est toi, c'est donc ton frère.

       Je n'en ai point. C'est donc quelqu'un des tiens :

            Car vous ne m'épargnez guère,

            Vous, vos Bergers et vos Chiens.

On me l'a dit : il faut que je me venge.

           Là-dessus, au fond des forêts

            Le loup l'emporte et puis le mange,

            Sans autre forme de procès.
— Jean de La Fontaine

## Résumé
Un agneau boit tranquillement l’eau d’un ruisseau. Un loup, voyant là une proie facile, l’accuse d’avoir troublé l’eau qu’il boit, bien que l’agneau se trouve en aval. L’agneau, plein de bon sens, répond poliment et démontre qu’il ne peut pas troubler l’eau en amont.
Le loup, vexé, invente alors d’autres accusations : il prétend que l’agneau l’a insulté l’année précédente, ce que l’agneau nie, car il n’était pas encore né. Le loup, n’ayant plus de raison légitime, conclut qu’il doit manger l’agneau « car il faut que je me venge ».
Et le loup dévore l’agneau.

## Analyse

### Nature et culture
L’agneau incarne la culture, représentant la domestication, la société et la raison. Son discours est structuré, logique et respectueux des normes sociales. Le loup symbolise la nature, associée à la sauvagerie, à l’instinct et à la domination brute. Son comportement est dominé par la loi du plus fort et l’impératif biologique. La confrontation entre les deux personnages met en scène une lutte entre ces deux forces opposées, où la nature finit par triompher la culture.

### Symbolique spatiale
Le ruisseau peut être analysé comme une frontière entre deux mondes, celui de la nature (le loup) et celui de la culture (l’agneau). Il s’agit d’un espace mixte où les deux univers se rencontrent, mais où les règles de la nature prédominent. L’agneau, en quittant son espace domestiqué, se retrouve vulnérable dans le domaine naturel du loup.

### Motivation des personnages
Le loup agit sous l’influence de plusieurs forces : son instinct biologique de survie (la faim) ; une justification culturelle pour imposer son autorité (il accuse faussement l’agneau de troubler son eau, puis d’avoir insulté sa famille) ; une rage symbolique, liée à son rôle de prédateur.
L’agneau, bien qu’innocent, est présenté comme une victime logique dans un système où la justice est dictée par la force.

### La Rhétorique et la Justice
La fable illustre une parodie de justice où le loup se place en juge, procureur et bourreau. Il utilise des arguments de mauvaise foi pour légitimer ses actions.
L’agneau, malgré la force de son raisonnement, ne peut échapper à son sort, car dans l’univers naturel, la raison est impuissante face à la force brute.

## Morale
La morale est explicite dans cette fable : « La raison du plus fort est toujours la meilleure. » Cela signifie que dans un monde où la force domine, les arguments logiques ou justes n’ont pas d’importance. La fable illustre l’abus de pouvoir, où le fort (le loup) utilise de fausses justifications pour exploiter ou détruire le faible (l’agneau). 

## Adaptations cinématographiques
- Le Loup et l'Agneau, Sévan Maurin, 2017 - Unifrance

(https://www.unifrance.org/film/45496/le-loup-et-l-agneau) 
- Le Loup et l'agneau, Jean Image, 1939 - Unifrance

(https://www.unifrance.org/film/45536/le-loup-et-l-agneau) 

## Mise en musique
- Charles Lecocq, 1885
- André Caplet, 1919
- Vladimir Cosma, 2021

## Illustrations

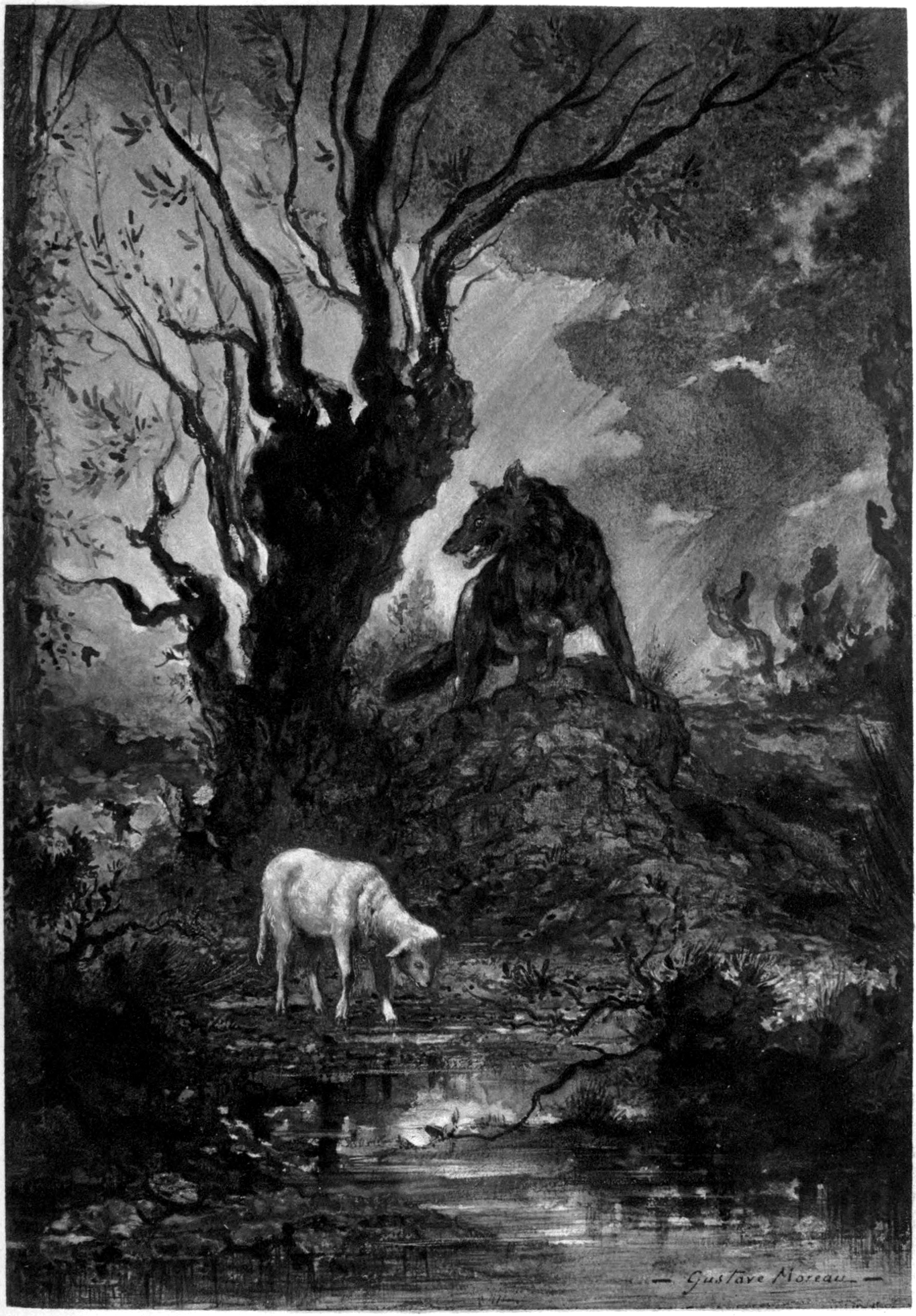
Le loup et L'agneau de Gustave Moreau (1880)

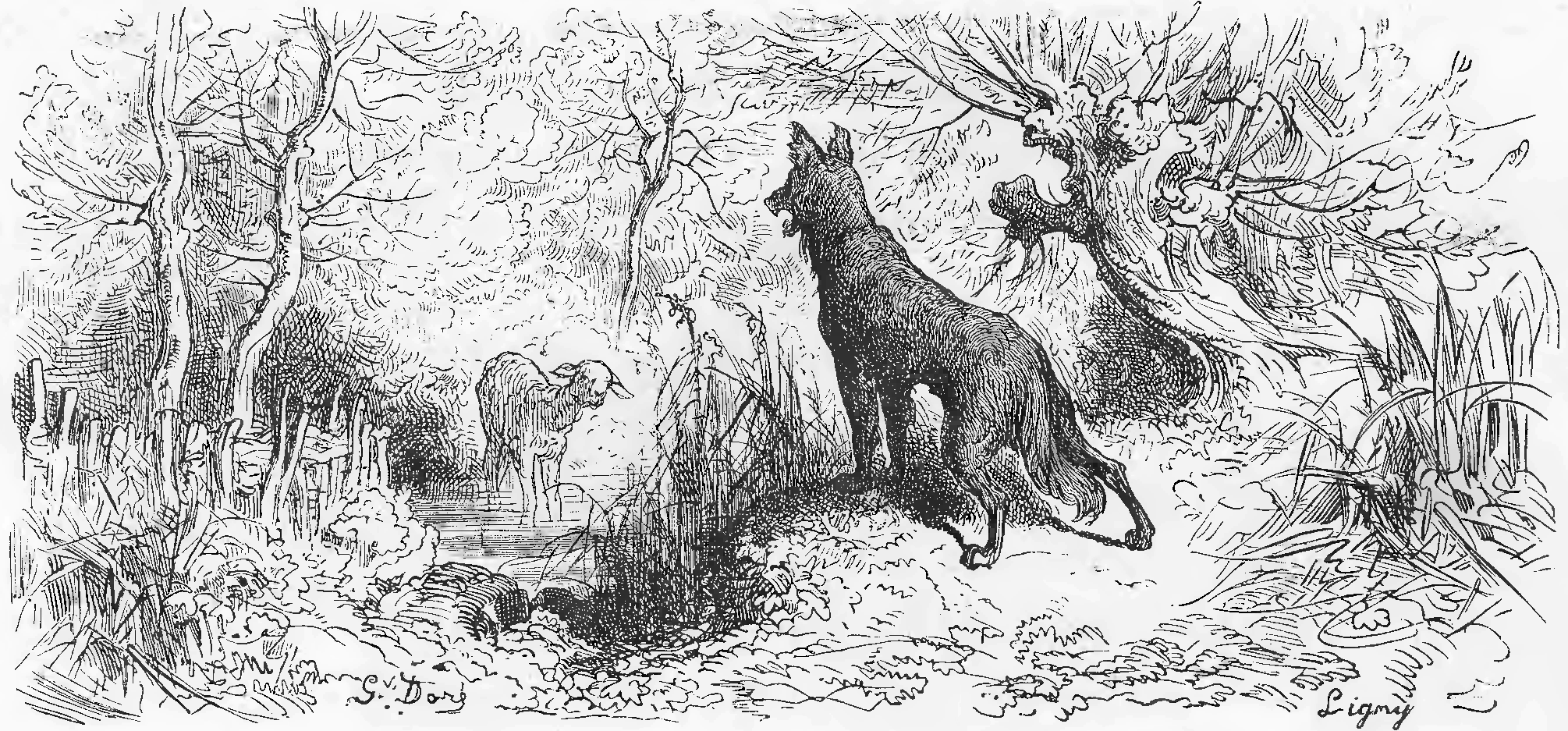
Illustration de Gustave Doré (1876).
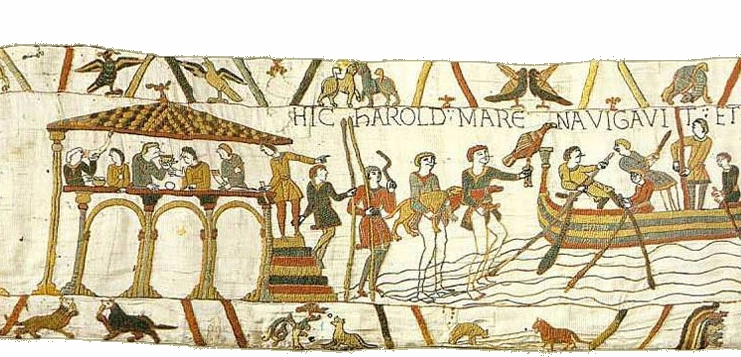
Sur la bordure inférieure de la tapisserie de Bayeux (scène 4) apparaissent deux fables : Le Corbeau et le Renard et Le Loup et l’Agneau.La tapisserie de bayeux est antérieure à Jean de la fontaine
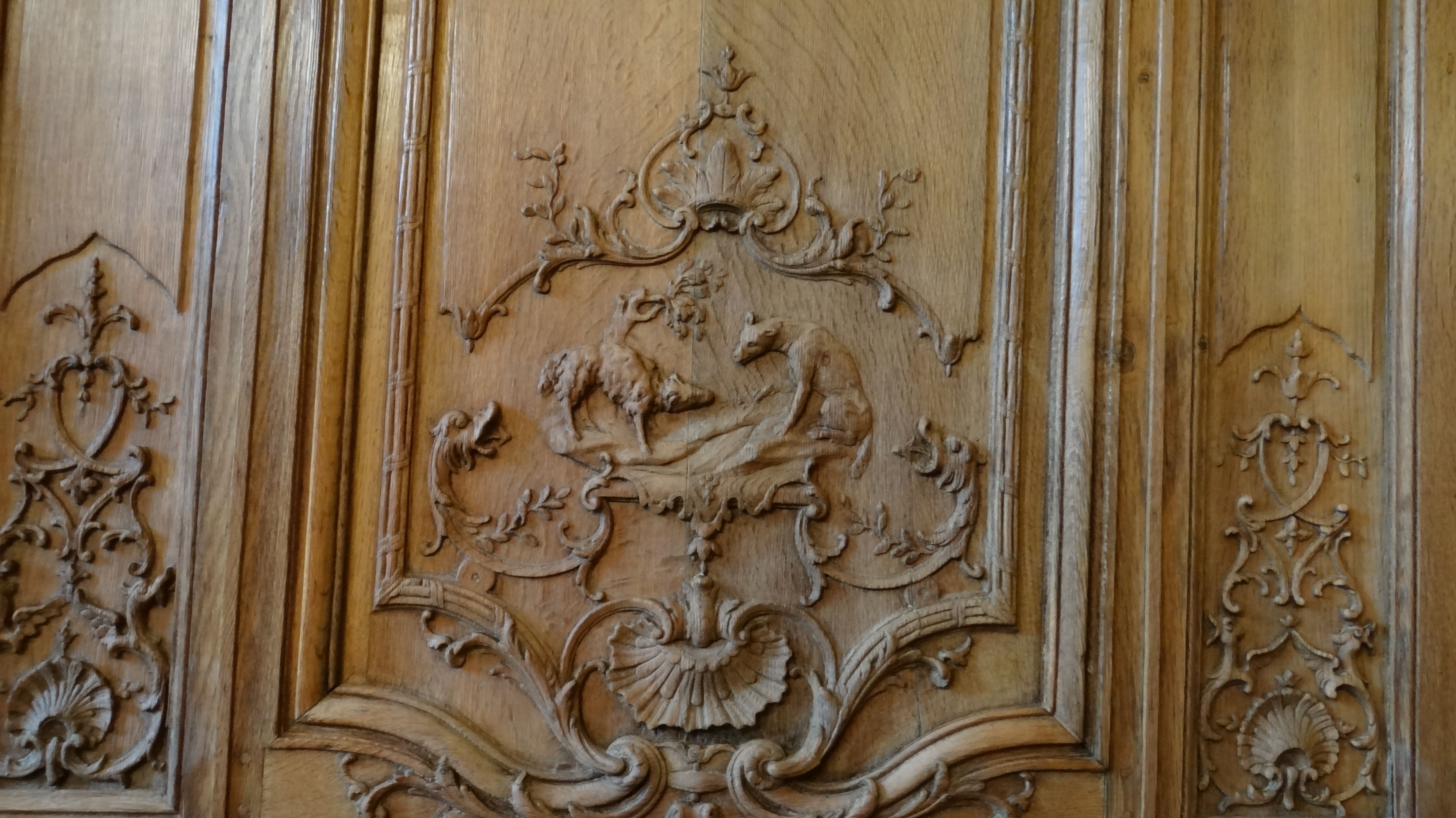
Le Loup et l'Agneau dans des boiseries de l'hôtel de Noirmoutier.
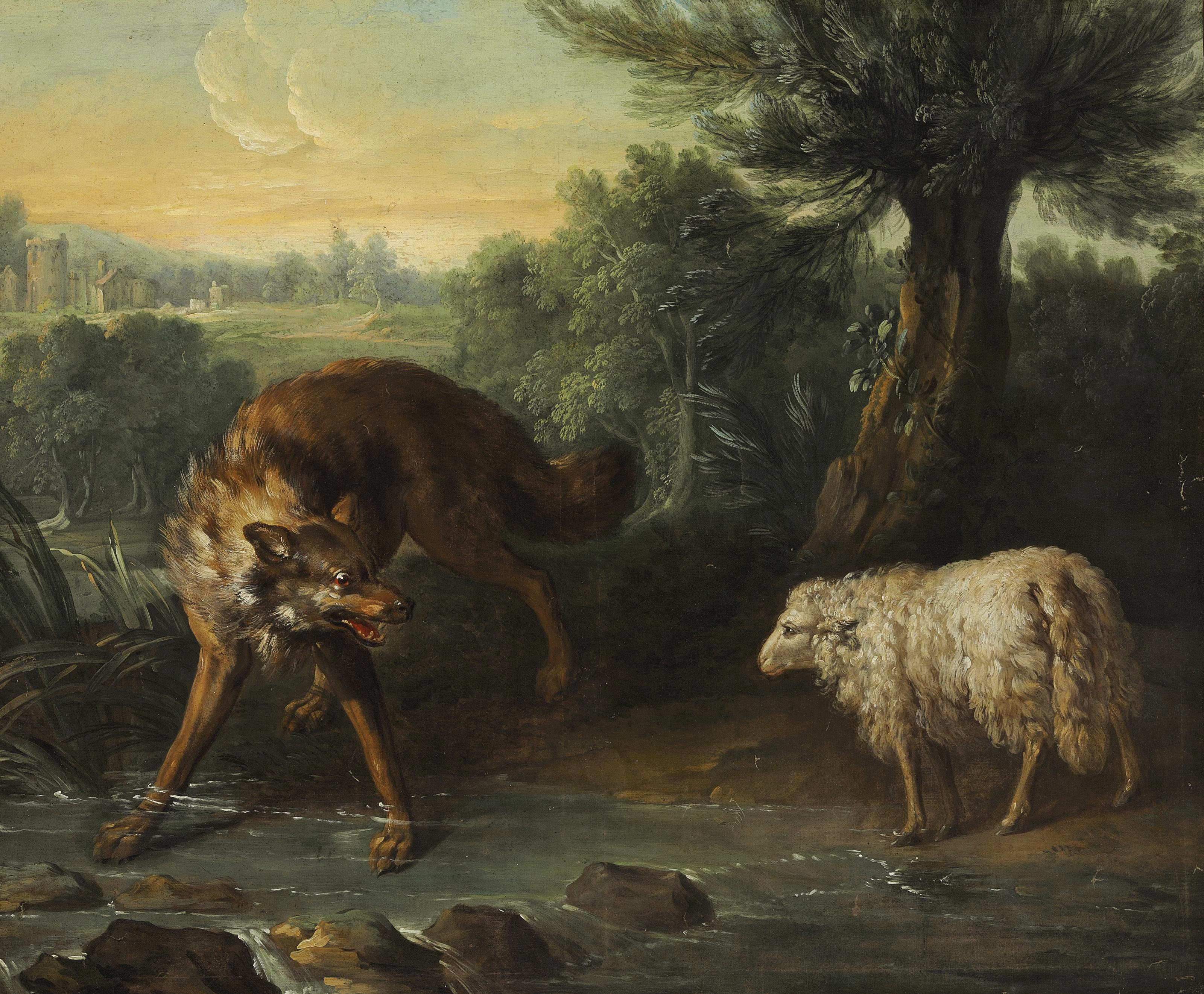
Le Loup et l'Agneau, par Jean-Baptiste Oudry.

### Liens audio
- Le loup et l'agneau - La cigale et la fourmi (fables en argot à la manière de Boby Forest) contées par Yves Deniaud (78 tours numérisé / audio : 2 minutes 12 secondes) sur le site de la Médiathèque Musicale de Paris
- La besace ; La cigale et la fourmi et Le loup et l'Agneau (audio : 2 minutes 45 secondes ; 3 minutes 11 secondes), fables lues par Paul Œttly sur le site de la Bibliothèque nationale de France
- La cigale et la fourmi et Le corbeau et le renard ; Le loup et l'agneau et La mort et le bûcheron (audio : 2 minutes 13 secondes ; 3 minutes 06 secondes), lues par Andrée de Chauveron et M. Delbost sur le site de la Bibliothèque Nationale de France
- Le Loup et l’Agneau (78 tours numérisé) sur le site de la Médiathèque musicale de Paris